# Rhytidocassis
Rhytidocassis là một chi bọ cánh cứng trong họ Chrysomelidae.
Chi này được miêu tả khoa học năm 1941 bởi Spaeth.

## Các loài
Các loài trong chi này gồm:
- Rhytidocassis indicola (Duvivier, 1892)
- Rhytidocassis limbiventris (Boheman, 1854)
- Rhytidocassis lopatini Borowiec & Swietojanska, 2001